# Internationale Cricket-Saison 1905/06
Die internationale Cricket-Saison 1905/06 fand zwischen November 1905 und März 1906 statt. Als Wintersaison wurden vorwiegend Heimspiele der Mannschaften aus Südasien, der Karibik und Ozeanien ausgetragen.

## Überblick

### Internationale Touren
| Beginn           | Heimteam  | Auswärtsteam | Resultate | Artikel |
| Beginn           | Heimteam  | Auswärtsteam | Test      | Artikel |
| ---------------- | --------- | ------------ | --------- | ------- |
| 9. Dezember 1905 | Südafrika | England      | 4–1 [5]   | Artikel |

### Nationale Meisterschaften
Aufgeführt sind die nationalen Meisterschaften der Full Member des ICC.
| Land       | First-Class              |
| ---------- | ------------------------ |
| Australien | Sheffield Shield 1905/06 |